# 日本の川一覧
日本の川の一覧（にほんのかわいちらん）
対象河川
- 一級河川
- 二級河川
- 準用河川
- 普通河川

非対象なもの
- 現存しない河川、暗渠となった河川（暗渠水路・暗渠排水）→日本の廃河川一覧へ
- 用水路・疏水・導水路・上水・捷水路→日本の用水路一覧へ
- 排水路→排水路#日本の排水路へ
- 放水路・分水路→放水路#日本の放水路・分水路へ
- 運河→日本の運河一覧へ

- 天然の湖、沼、池→日本の湖沼一覧を参照
- 人造湖→日本の人造湖一覧を参照
- ダム→日本のダム一覧を参照
- 堰→堰を参照
- 水門・水閘→水門を参照。

支流や分流や沢も含む。また、下水路・堀も扱う。※複数県に跨る川は、全ての県を載せてある。

## 北海道地方
- 北海道の川一覧

## 東北地方

### 青森県
- 岩木川　一級河川  詳細は岩木川の支流の一覧を参照
  - 平川 (青森県)
  - 浅瀬石川
- 赤石川
- 赤川 (青森市東部)
- 沖館川
- 追良瀬川
- 笹内川
- 馬淵川　一級河川   
  - 熊原川
- 川内川 (青森県)
- 奥入瀬川
  - 後藤川
- 五戸川
- 新井田川
- 堤川　二級河川   
  - 駒込川
  - 横内川　二級河川   
    - 元小屋沢
    - 火箱沢
    - 西国沢
    - 雲谷沢
    - 合子沢

  - 合子沢川
  - 入内川
  - 牛館川
- 正津川（上流では三途川と呼ばれる）
- 高瀬川　一級河川
- 田名部川
- 沼川　二級河川

### 岩手県
- 北上川
  - 雫石川
  - 稗貫川
  - 猿ヶ石川
  - 和賀川
  - 胆沢川
  - 衣川
- 安家川
- 小本川
- 閉伊川
- 米代川
  - 兄川 (岩手県)
  - 瀬ノ沢川
- 馬淵川
  - 安比川

### 宮城県
- 北上川　一級河川
  - 旧北上川
    - 迫川
      - 二迫川
      - 三迫川

    - 旧迫川
    - 江合川
- 鳴瀬川　一級河川
  - 吉田川 (宮城県)
- 砂押川　二級河川
- 七北田川　二級河川
  - 仙台川
  - 要害川
  - 梅田川 (宮城県)
- 名取川　一級河川
  - 本砂金川
  - 碁石川
    - 太郎川
    - 北川
    - 前川

  - 支倉川
  - 坪沼川
  - 岩ノ川
  - 新笊川
  - 笊川
  - 広瀬川 (宮城県)
    - 小綱鳥沢
    - 大綱鳥沢
    - 熊沢
    - 新川川
      - 北沢
      - 南沢
      - 宮の沢川

    - 青下川
      - 豆沢川

    - 大倉川 (宮城県)
      - 戸立沢
      - 南沢
      - 湯川
      - 横川

    - 白沢川 (宮城県)
    - 大栗沢川
    - 堀切川
    - ひじり沢
    - 芋沢川
      - 白坂川
      - 蒲沢川
      - 赤坂川

    - 斉勝川（山鳥川とも呼ばれる）
    - 竜沢
    - 綱木川
    - 石山沢
    - 鶏沢
    - 竜の口沢
    - 七郷堀
    - 六郷堀
    - 郡山堀
    - 木流堀

  - 貞山運河
    - 増田川
- 阿武隈川　一級河川
  - 五間堀川
  - 内川
  - 雉子尾川
  - 小田川 (宮城県)
  - 半田川
  - 高倉川
  - 白石川
    - 斎川
    - 児捨川
    - 大深沢川
    - 河原子沢川
    - 松川 (宮城県)
    - 荒川 (宮城県)

### 秋田県
- 雄物川　一級河川
  - 旧雄物川（雄物川分流）
    - 旭川 (秋田県)（旧雄物川支流）

  - 岩見川 (秋田県)
    - 三内川
    - 大又川

  - 淀川 (秋田県)
    - 荒川 (大仙市)

  - 玉川 (秋田県)
    - 桧木内川
    - 斉内川

  - 丸子川 (秋田県)
    - 七滝川

  - 横手川
  - 高松川 (秋田県)
  - 皆瀬川 (秋田県)
    - 成瀬川
    - 黒沢川 (湯沢市)

  - 役内川
  - 雄勝川
- 子吉川　一級河川
  - 芋川 (秋田県)
  - 笹子川 (秋田県)
- 米代川　一級河川
  - 藤琴川
    - 粘白川

  - 阿仁川
    - 小阿仁川

  - 早口川
  - 岩瀬川 (秋田県)
  - 長木川
    - 下内川
      - 大森川 (秋田県)
        - 花岡川

  - 犀川 (秋田県)
  - 大湯川
    - 小坂川 (秋田県)

  - 根市川
  - 間瀬川
  - 夜明島川
  - 熊沢川
- 衣川 (秋田県)　二級河川
- 白雪川　二級河川
- 馬場目川　二級河川
  - 三種川
- 水沢川 (秋田県)　二級河川

### 山形県
- 最上川　一級河川
  - 鬼面川
  - 吉野川 (山形県)
  - 置賜白川
  - 置賜野川
  - 須川
    - 蔵王川
    - 酢川
    - 馬見ヶ崎川
    - 立谷川

  - 寒河江川
    - 水沢川 (山形県)

  - 乱川 (山形県)
  - 村山野川
    - 荷口川
      - 小見川 (東根市)

  - 丹生川 (山形県)
  - 最上小国川
  - 銅山川 (山形県)
  - 鮭川
    - 大沢川
    - 真室川
      - 塩根川
      - 八敷代川
      - 中田春木川
      - 大石川
      - 金山川

    - 曲川
    - 泉田川
    - 升形川
      - 指首野川

    - 濁沢川

  - 立谷沢川
- 荒川 (羽越)　一級河川
  - 玉川 (小国町)
- 赤川　一級河川
- 月光川　二級河川
  - 牛渡川

### 福島県
- 鮫川
  - 四時川
  - 入遠野川
- 夏井川
  - 仁井田川
  - 好間川
- 大久川
- 木戸川
- 井出川
- 富岡川
- 熊川
- 前田川
- 請戸川
- 太田川 (南相馬市)
- 新田川 (福島県)
  - 比曽川（新田川支流）
- 真野川
- 宇多川
- 阿賀野川→福島県では阿賀川と呼ばれている。また、大川の別称がある。
  - 只見川（上流では沼尻川とも呼ばれる）
    - 伊南川（上流では実川とも呼ばれる）

  - 濁川 (喜多方市)
  - 田付川
  - 日橋川
    - 長瀬川 (福島県)
      - 小野川 (福島県)

  - 宮川 (福島県)
  - 鶴沼川
- 阿武隈川
  - 広瀬川 (福島県)
    - 祓川 (伊達市)

  - 摺上川
  - 松川 (福島県)
  - 荒川 (福島県)
  - 水原川
  - 六角川 (福島県)
  - 五百川
  - 逢瀬川
  - 大滝根川
  - 南川 (郡山市)
  - 釈迦堂川
  - 堀川 (福島県)
- 久慈川

## 関東地方

### 茨城県
- 久慈川　一級河川
  - 里川（久慈川支流）
- 那珂川　一級河川
  - 涸沼川 (那珂川支流)
  - 緒川（那珂川支流）
  - 藤井川（那珂川支流）
  - 桜川（那珂川支流）
  - 江川（茨城県城里町）
- 利根川
  - 江戸川（利根川分流）
  - 飯沼川
    - 江川（坂東市）

  - 鬼怒川
    - 北台川
    - 山川（茨城県）
    - 将門川 （）
    - 千代田堀川
    - 豊坂川
    - 釜屋堀川

  - 小貝川
    - 五行川
      - 江川（矢板市南部）

    - 大谷川 （）
    - 糸繰川
      - 内沼川
      - 高木川

    - 八間堀川 （）
      - 新八間堀川

  - 新利根川
  - 桜川 (茨城県南部)
  - 恋瀬川
    - 小川（茨城県）
    - 川又川（茨城県）
    - 天ノ川 （）
      - 雪入川
      - 天王川（茨城県）

    - 山王川（茨城県）

  - 園部川 (茨城県)

### 栃木県
- 那珂川
  - 余笹川
    - 黒川

  - 箒川
    - 今尾頭川 （）
    - 赤川（那珂川水系）
    - ウトウ沢川
    - シラン沢川
    - 鹿股川 （）
    - 不動沢川
    - 清水川 （）（那須塩原市）
    - 野沢川
    - 佐久山川
    - 百村川 （）
      - 篠谷川 （）
      - 深川（栃木県）
      - 念仏川
        - 加茂内川

    - 蛇尾川 （）
      - 町井川
      - 不動川（栃木県）
      - 鹿島川（栃木県）
      - 蕪中川
      - 熊川（栃木県）
        - 小巻川

      - 小蛇尾川 （）
        - 鍋有沢川

    - 神福川
    - 巻川
    - なめり川

  - 荒川
    - 内川
      - 金精川
      - 中川（栃木県）
        - 天沼川
        - 前沢川
        - 大江川（栃木県）

      - 宮川（栃木県） 
        - 簗目川 （）

      - 江川（栃木県矢板市）
        - 後沢川
        - 前田川
        - こぶし台川

    - 江川

  - 逆川（茂木町）
- 利根川
  - 鬼怒川
    - 大谷川
    - 江川（栃木県中南部）
    - 田川

  - 渡良瀬川
    - 巴波川 （）
      - 永野川
      - 江川（栃木県南部）

    - 思川

### 群馬県
- 利根川　一級河川
  - 片品川　一級河川
    - 赤城川　一級河川
    - 根利川
    - 栗原川
    - 坪川
    - 塗川
    - 大立沢川
    - 不動沢
    - 小川
    - 車沢
    - 笠科川
    - 一ノ瀬川
    - 中岐沢

  - 吾妻川　一級河川
  - 烏川　一級河川
    - 温井川
    - 神流川　一級河川
    - 鏑川　一級河川
    - 碓氷川　一級河川

  - 渡良瀬川　一級河川
- （信濃川）　一級河川　
  - 中津川　一級河川

### 埼玉県
- 荒川 (関東)　一級河川
  - 大洞川
  - 中津川
    - 神流川

  - 大血川
  - 谷津川
  - 安谷川
  - 浦山川
  - 横瀬川　一級河川
  - 蒔田川　一級河川
  - 赤平川　一級河川
    - 篠葉沢川
    - 伊古田沢
    - 吉田川　一級河川
      - 阿熊川　一級河川
      - 石間川　一級河川

  - 日野沢川
    - 金沢川

  - 三沢川
  - 新吉野川
  - 吉野川
  - 和田吉野川　一級河川
    - 和田川

  - 武蔵水路
  - 足立北部排水路
  - 市野川　一級河川
    - 滑川

  - 江川
  - 上尾中堀川
  - 入間川（荒川支流）　一級河川
    - 成木川
    - 霞川
    - 越辺川　一級河川
      - 都幾川
      - 高麗川　一級河川　
      - 小畔川　一級河川
        - 大谷川
        - 南小畔川

  - 滝沼川
  - びん沼川　一級河川
  - 鴨川（荒川支流）　一級河川
    - 油面川（鴨川支流）　準用河川
    - 鴻沼川（鴨川支流）　一級河川
      - 鴻沼川の支流については鴻沼川#支流を参照。

    - 江川
    - 白神川　準用河川
    - 新川
    - 宮前川
    - 浅間川

  - 笹目川（荒川支流）　一級河川
    - 文蔵川
    - さくら川（荒川左岸排水路）

  - 菖蒲川（荒川支流）　一級河川
    - 上戸田川（菖蒲川支流）　準用河川
    - 緑川（菖蒲川支流）　一級河川

  - 芝川（荒川支流）　一級河川
    - 加田屋川（芝川支流）（準用河川）
    - 藤右衛門川（芝川支流）　一級河川
      - 新堀川

    - 皇山川（芝川支流）（暗渠）（準用河川）
    - 新芝川（芝川分流）

  - 隅田川（荒川支流）　一級河川
    - 新河岸川（荒川支流）　一級河川
      - 赤間川（新河岸川支流？）
      - 不老川（新河岸川支流）　一級河川
        - 久保川（不老川支流）　一級河川

      - 九十川（新河岸川支流）　一級河川
      - 福岡江川（新河岸川支流）　普通河川
      - 砂川堀　
      - 富士見江川　準用河川
      - 柳瀬川
        - 中野川
        - 東川
        - 空堀川 
        - 六ツ家川
        - 北川 
          - 前川

      - 黒目川
      - 越戸川 （）
- 中川　一級河川
  - 新槐堀川
  - 午ノ堀川
  - 会の川
  - 権現堂川
  - 冬木落川
  - 五霞落川
  - 倉松川
  - 大落古利根川
    - 青毛堀川
    - 中落堀川
    - 備前前堀川
    - 備前堀川
    - 姫宮落川
    - 隼人堀川
      - 庄兵衛堀川

    - 古隅田川

  - 元荒川
    - 忍川
    - 赤堀川
    - 野通川
    - 星川
    - 増野川
    - 武徳川

  - 新方川
    - 平新川

  - 大場川
    - 第二大場川

  - 綾瀬川
    - 原市沼川
    - 深作川
    - 七左エ門川
    - 新川
    - 出羽堀
    - 古綾瀬川
    - 川内堀
    - 伝右川
    - 毛長川
- 利根川　一級河川
  - 烏川
    - 神流川

  - 御陣場川
  - 小山川
    - 唐沢川
    - 清水川
    - 志戸川
      - 天神川
      - 藤治川

  - 福川
- 江戸川

### 千葉県
千葉県の川一覧を参照。

### 東京都
- 多摩川　一級河川
  - 日原川
    - 盆堀川
      - 伝名沢

  - 平井川
    - 北大久野川
    - 玉の内川

  - 秋川（多摩川支流）
    - 三内川
    - 刈寄川
    - 盆堀川
    - 北秋川（北秋川より上流の秋川は「南秋川」の名称に変わる）
      - セト沢
      - 八割沢
      - 神戸川
        - 水ノ戸沢
        - 赤井沢

      - 湯久保沢
      - 惣角沢
      - 月夜見沢
      - 白岩沢（月夜見沢と合流し、北秋川になる）

    - 南秋川
    - 小坂志川
      - 湯場ノ沢

    - 矢沢
      - 熊倉沢
      - 軍刀利沢

    - 出野沢
    - 丹田沢
    - 森沢
    - 三頭沢（南秋川の源流は三頭沢）

  - 谷地川
  - 残堀川
  - 浅川（多摩川支流）
    - 山田川
    - 湯殿川
      - 兵衛川

    - 南浅川（浅川支流（北浅川と合流して浅川になる））
      - 初沢川
      - 小仏川
        - 小下沢
        - 日影沢

      - 案内川
        - 榎窪川
        - 中沢川
          - 入沢川

    - 北浅川（浅川支流（南浅川と合流して浅川になる））

  - 程久保川（多摩川支流）
  - 大栗川
    - 大田川
    - 乞田川（大栗川支流）　一級河川

  - 野川 (東京都)
    - 仙川

  - 谷沢川
  - 海老取川
- （利根川）　一級河川
  - 江戸川（利根川分流）
    - 旧江戸川（江戸川分流）
      - 新中川（中川分流、旧江戸川支流）
- 荒川 (関東)　一級河川
  - 朝霞水路
  - 綾瀬川・芝川等浄化導水路
  - 隅田川（荒川分流。もとは荒川）　一級河川
    - 新河岸川（隅田川に合流）
      - 白子川

    - 石神井川（荒川支流）　一級河川
      - 貫井川 （）

    - 神田川 (東京都)
      - 善福寺川
      - 妙正寺川
        - 江古田川

    - 日本橋川
    - 亀島川
    - 築地川
    - 汐留川

  - 芝川
    - 新芝川（芝川分流）

  - 旧中川（荒川分流）
- 中川
  - 大場川
  - 垳川
  - 綾瀬川
    - 毛長川
    - 伝右川
- 呑川
- 渋谷川
- 目黒川
  - 蛇崩川（一部暗渠）
  - 北沢川（暗渠）
  - 烏山川（暗渠。北沢川と合流し目黒川となる）
- 内川 (東京都)
- 鶴見川（新橋より上流は小山田川、新橋から恩田川合流点までは谷本川とも呼ばれる）　一級河川
  - 野中谷戸川
  - 平川
  - 谷戸川
  - 善治ヶ谷川
    - 山中川

  - 堂谷戸川
  - 馬駈川
  - 結道川
    - 大沢川

  - 山崎川
  - 薬師川
  - 小野路川
    - 別所川

  - 金井川
  - 木倉川
  - 真光寺川　一級河川
    - 飯守川
    - 入谷戸川
    - 下谷戸川
    - 真光寺旧川（真光寺川分流、麻生川支流）

  - 沢谷戸川
  - 多々良川
  - 恩田川　一級河川
    - わさび沢川（今井川と合流して恩田川になる、一部暗渠）
    - 今井川（わさび沢川と合流して恩田川になる、一部暗渠）
    - 小川（一部暗渠）
- 境川（源流域では大地沢川とも呼ばれる）　二級河川
  - 権現谷戸川
  - 真米川
  - 陽田川
  - 中ヶ谷戸川
  - 三ツ目川
  - 町有川
  - 沼川

運河であるが、川と呼ばれているもの
- 花畑川（花畑運河とも呼ばれる）
- 横十間川
- 北十間川
- 仙台堀川
- 竪川 (東京都)
- 大横川
- 小名木川
- 平久川
- 汐見川（汐見運河）
- 左近川（新左近川）
- 新川
  - 一之江境川（新川に流入する河川で、運河ではない。現在は一之江境川親水公園。）

埋め立てられ消滅した河川
- 日本の廃河川の一覧を参照。

伊豆諸島
御蔵島
- 大島分川
- えいが川
- 平清水川
- ポロ沢

八丈島
- 鴨川 (八丈島)
  - 大川 (八丈島)
- 唐滝川
- 三原川
- 洞輪沢
- 堤ヶ沢

小笠原諸島
父島
- 八ッ瀬川
- 南袋沢

### 神奈川県
- 鶴見川（恩田川合流点より上流は谷本川とも呼ばれる）　一級河川
  - 多々良川
  - 真光寺川　一級河川
    - 真光寺旧川（真光寺川分流、麻生川支流）

  - 麻生川　一級河川
    - 片平川　準用河川

  - 真福寺川　準用河川
  - 早野川
  - 寺家川
  - 鴨志田川
  - 黒須田川　準用河川
  - 大場川
  - 恩田川　一級河川
    - 奈良川（一部暗渠）　準用河川
    - 岩川　準用河川
    - 山谷川
    - しらとり川（一部暗渠）
    - 梅田川　一級河川
    - 台村川（下流では谷戸川とも呼ばれる、一部暗渠）

  - 大熊川　一級河川
  - 鳥山川　一級河川
    - 砂田川　一級河川

  - 早渕川　一級河川
    - 布川　準用河川

  - 矢上川　一級河川
    - 有馬川　準用河川
- 境川　二級河川
  - 本沢
  - 小松川
  - 穴川
  - 深堀川
  - 目黒川
  - 大門川
  - 相沢川
  - 和泉川
  - 宇田川
  - 滝ノ川
  - 柏尾川（戸部川とも呼ばれる）　二級河川
- 相模川　一級河川
  - 姥川
  - 串川
  - 小出川
  - 鳩川
  - 道志川
  - 玉川
  - 鶴川
  - 中津川（布川・藤熊川）
    - 唐沢川
    - 本谷川
    - 塩水川
    - 早戸川
    - タライゴヤ沢

  - 目久尻川
- 酒匂川　二級河川
  - 狩川
  - 川音川
    - 四十八瀬川
    - 中津川

  - 滝沢川
  - 河内川
    - 玄倉川
    - 中川川
    - 世附川
- 早川　二級河川
  - 須雲川
- 行合川 普通河川

## 中部地方

### 新潟県
- 大川　二級河川
  - 小俣川
  - 中継川
- 勝木川　二級河川
- 葡萄川　二級河川
- 三面川　二級河川
  - 門前川
  - 高根川
  - 長津川
- 荒川　一級河川
  - 堀川
  - 鍬江沢川
  - 女川
  - 大石川
- 胎内川　二級河川
- 加治川　二級河川
  - 姫田川
  - 坂井川
- 阿賀野川　一級河川
  - 新井郷川
    - 駒林川

  - 新発田川
  - 安野川
  - 早出川
  - 新谷川
  - 常浪川
    - 東小出川

  - 実川
  - 只見川（福島県内で阿賀川に合流する）
    - 北ノ又川
- 信濃川　一級河川
  - 通船川（信濃川と阿賀野川を結ぶ河川）
    - 栗ノ木川

  - 関屋分水路（関屋分水の別称がある）（信濃川分流）
  - 鷲ノ木大通川
  - 小阿賀野川（信濃川と阿賀野川を結ぶ河川）（信濃川水系）
    - 能代川
      - 牧川

  - 加茂川
  - 下条川
  - 五十嵐川
    - 大平川
      - 大沢川
      - 楢山川

    - 鹿熊川
      - 坂本川
      - 中浦川
      - 曲谷川

    - 笠堀川
    - 鎌倉沢川
    - 小長沢川
    - 駒出川
    - 島田川
    - 新通川
    - 守門川
    - 布倉川
    - 日端川

  - 貝喰川
  - 中ノ口川（信濃川分流・支流）
  - 刈谷田川
    - 塩谷川
    - 西谷川

  - 中之島川
  - 猿橋川
    - 矢川

  - 大河津分水路（大河津分水・信濃川放水路・新信濃川の別称がある）（信濃川分流）
    - 早向川
    - 柳場川
    - 分水島崎川
    - 黒川流末川

  - 西川（大河津分水分流・信濃川支流）
  - 黒川
    - 道満川

  - 栖吉川
  - 柿川
  - 太田川
  - 渋海川
    - 鴨田川
    - 奔走川
    - 五十鈴川
    - 西谷古川
    - 日影川
    - 袴沢川
    - 大又川
    - 染屋川
    - 外ノ沢川
    - 上栗川
    - 国沢川
    - 大坪川
    - 土口川
    - 桐沢川
    - 温川
    - 芝ノ又川
    - 楢沢川
    - 田沢川
    - 小国沢川
    - 細田川
    - 増沢川
    - 沢田川
    - 横倉川
    - 越道川

  - 須川
    - 源二郎川
    - 酒座川
    - 魚無沢川

  - 焼田川
  - 朝日川
    - 法師ヶ沢川
    - 高地沢川
    - 首沢川
    - 荷頃川
    - 菖蒲沢川
    - 滝之沢川
    - 七滝川

  - 野辺川
  - 茶郷川
    - 米沢川
      - 太田川

    - 二宮川
    - 天田川
      - 前の川

    - 城之入川
    - 大日川
    - 郡又川
    - 道見川

  - 表沢川
  - 湯殿川
  - 石田川
  - 魚野川
    - 相川川
    - 芋川
    - 田河川
    - 破間川
      - 羽根川
      - 和田川
      - 西川
      - 黒又川
      - 末沢川

    - 佐梨川
    - 三用川
    - 水無川
    - 宇田沢川
    - 三国川
    - 高棚川
    - 澄川
    - 登川
      - 小松沢川
      - 一之沢川
      - 姥沢川
      - 神字川
      - 二子沢川
      - 西谷後川

  - 楢沢川
  - 取安川
    - 鴻島川
    - 石穴川

  - 飛渡川
  - 田川
  - 羽根川
  - 清津川
    - 浅貝川

  - 中津川
- 新川　二級河川
  - 大通川
- 郷本川　二級河川
- 島崎川 二級河川
- 鯖石川　二級河川
  - 別山川
  - 長鳥川
- 鵜川　二級河川
- 柿崎川 二級河川
  - 吉川
- 関川　一級河川
  - 保倉川
    - 戸野目川
    - 潟川
    - 飯田川
    - 高谷川
    - 小黒川
    - 田麦川

  - 正善寺川
  - 青田川
  - 矢代川
  - 櫛池川
  - 大熊川
  - 渋江川
    - 片貝川

  - 長沢川（長野県では松田川とも呼ばれる）
  - 土路川
  - 小袴川
  - 太田切川 (新潟県)
  - 白田切川
  - 池尻川
- 桑取川　二級河川
- 名立川　二級河川
- 能生川　二級河川
- 早川　二級河川
- 海川　二級河川
- 姫川　一級河川
  - 根知川
  - 小滝川
  - 大所川
- 青海川　二級河川
- 羽茂川　二級河川

佐渡島
- 国府川　二級河川
  - 竹田川
  - 藤津川
  - 小倉川
  - 長谷川
  - 新保川
  - 大野川　二級河川
  - 地寺院川
  - 行谷川
  - 天神股川

### 富山県
- 境川　二級河川
- 笹川　二級河川
- 寺川　二級河川
- 小川　二級河川
  - 舟川
  - 山合川
    - 導善寺川
- 入川　二級河川
- 黒部川　一級河川
- 吉田川　二級河川
- 黒瀬川　二級河川
  - 神谷川
  - 大谷川
- 片貝川　二級河川
  - 布施川
    - 小川寺川
    - 田籾川

  - 東又谷水流
    - 阿部木谷水流
      - 宗次郎谷水流

    - 北又谷水流
      - 笠谷水流

    - 滝倉谷水流

  - 南又谷水流
- 鴨川　二級河川
- 角川　二級河川
- 早月川　二級河川
  - 白萩川
  - 立山川
  - 小早月川
- 中川　二級河川
  - 沖田川
- 上市川　二級河川
- 白岩川　二級河川
  - 栃津川
  - 大岩川
  - 虫谷川
- 常願寺川（真川とも呼ばれる）　一級河川
  - 和田川
  - 称名川
- 神通川　一級河川
  - いたち川
    - 赤江川（宮路川とも呼ばれる）
    - 松川
      - 佐野川
      - 冷川
        - 四ッ谷川

    - 筏川

  - 古川
  - 井田川（室牧川・大長谷川とも呼ばれる）
    - 坪野川
    - 山田川（百瀬川とも呼ばれる）
    - 久婦須川（万波川とも呼ばれる）
    - 別荘川
    - 野積川

  - 土川
    - 太田川

  - 熊野川
    - 荒川
    - 樋橋川
      - 土瀬川

    - 大久保川
    - 急滝川
    - 虫谷川
    - 黒川
      - 小佐波川
      - 楜ヶ原川

    - 小原川

  - 長棟川
    - 入ノ谷川
    - 朝月谷川
    - 銀砂谷川
    - 横谷川
- 新堀川　二級河川
- 下条川　二級河川
- 庄川　一級河川
  - 内川
  - 和田川
    - 鴨川
    - 八幡川
      - 郷田川

    - 坪野川

  - 親司川
  - 谷内川
  - 利賀川
    - 水無川

  - 梨谷川
  - 小谷川
    - 西俣谷

  - 湯谷
    - 船牛首谷
    - 上段谷

  - 境川
- 小矢部川　一級河川
  - 地久子川
  - 千保川
    - 和田川

  - 頭川川
  - 祖父川
  - 広谷川
  - 中川
  - 谷内川
  - 岸渡川
    - 荒俣川
      - 山王川

    - 唐俣川

  - 黒石川
    - 乱馬川
    - 上黒石川

  - 西明寺川
  - 坂又川
    - 中川

  - 田川谷内川
  - 子撫川
    - 矢波川
    - 湯道丸川
      - 久利須川

  - 横江宮川
  - 砂川
  - 渋江川
    - 毘沙門川
    - 薮波川
    - 関川
    - 砂馳川
    - 本堂川
    - 膿川
      - 砺波川

    - 五郎丸川
      - 八講川

  - 合又川
  - 御手洗川
- 仏生寺川　二級河川
- 上庄川　二級河川
- 余川川　二級河川
- 阿尾川　二級河川
- 宇波川　二級河川
- 下田川  二級河川

### 石川県
- 町野川　二級河川
  - 神野川
  - 河内川
- 大野川　二級河川
  - 浅野川　二級河川
  - 金腐川　二級河川
  - 森下川　二級河川
- 犀川　二級河川
  - 内川　二級河川
  - 木呂川　二級河川
- 手取川　一級河川
  - 安産川
    - （安産川放水路）一級河川
      - 平瀬川（安産川放水路支流）　一級河川
      - 堂尻川（安産川放水路支流）　一級河川

  - 西川　一級河川
  - 熊田川　一級河川
  - 直海谷川　一級河川
  - 大日川　一級河川
    - 堂川　一級河川
    - 杖川　一級河川
    - 阿手川　一級河川

  - 瀬波川　一級河川
  - 尾添川　一級河川
    - 目附谷川　一級河川
      - 立屋谷川　一級河川
      - コイ谷川　一級河川

    - 雄谷川　一級河川
    - 中ノ川　一級河川
      - 丸石谷川　一級河川

    - 湯谷川　一級河川
    - 尻高谷川　一級河川

  - 下田原川　一級河川
  - 赤谷川　一級河川
  - 大道谷川　一級河川
  - 明谷川　一級河川
  - 小又谷川　一級河川
  - 風嵐谷川　一級河川
  - ホイチ谷川　一級河川
  - 宮谷川　一級河川
  - 三ツ谷川　一級河川
    - 東谷川　一級河川
    - 中の谷川　一級河川
- 梯川　一級河川
- 大聖寺川　二級河川
- 大海川　二級河川

### 福井県
- 九頭竜川
  - 滝波川
  - 日野川
    - 足羽川
- 北川
  - 遠敷川
- 南川
- 佐分利川

### 山梨県
- 富士川
  - 笛吹川
    - 濁川 (山梨県)

  - 釜無川
    - 御勅使川
    - 甲六川

  - 早川 (山梨県)
- 相模川（桂川）
  - 鶴川
  - 道志川
  - 宮川
    - 神田堀川
    - 間堀川

### 長野県
- 木曽川
- 天竜川
  - 横川川
- 信濃川→長野県では千曲川と呼ばれている
  - 中津川
    - 硫黄川
    - 小赤沢
    - 栃川
    - 雑魚川
    - 檜俣川
    - 渋沢
    - 魚野川

  - 志久見川
  - 樽川
  - 夜間瀬川
  - 鳥居川
    - 八蛇川
      - 滝沢川
        - ソブ川

  - 浅川
  - 松川
  - 百々川
  - 犀川（上流では梓川と呼ばれる）
    - 裾花川
    - 土尻川
    - 金熊川
    - 麻績川
      - 別所川
      - 東条川
      - 安坂川

    - 高瀬川
      - 農具川
      - 鹿島川
      - 籠川

    - 穂高川（上流では中房川とも呼ばれる）
    - 乳川
    - 烏川
    - 万水川
    - 奈良井川
      - 田川
        - 女鳥羽川
        - 薄川
        - 牛伏川
        - 矢沢川

      - 鎖川
      - 小曽部川

    - 島々谷川
    - 黒川
    - 水殿川
    - 大白川
    - 奈川
      - 黒川

    - 前川
      - 小大野川

    - 霞沢
    - 湯川
    - 徳沢
    - 横尾谷

  - 浦野川
    - 産川
      - 湯川

    - 沓掛川
      - 湯川

  - 神川
    - 洗馬川
      - 傍陽川

  - 依田川
    - 内村川
    - 武石川
    - 大門川

  - 鹿曲川
  - 湯川
  - 滑津川
  - 抜井川
  - 相木川
    - 南相木川
- 関川
  - 長沢川（長野県では松田川とも呼ばれる）
  - 池尻川
- 姫川
  - 中谷川
  - 松川
  - 平川

### 岐阜県
- 木曽川
  - 長良川
    - 伊自良川
    - 武儀川
    - 板取川
    - 吉田川

  - 揖斐川
    - 牧田川
    - 根尾川

  - 飛騨川
    - 馬瀬川

  - 付知川
- 土岐川
- 矢作川
  - 上村川
- 神通川　岐阜県内では宮川と呼ばれている。
  - 高原川　蒲田川合流までは平湯川、もずも川とも呼ばれている。
- 庄川
- 境川（新境川）

### 静岡県
- 酒匂川→静岡県内では鮎沢川と呼ばれている。
- 狩野川
  - 修善寺川
  - 黄瀬川
  - 柿田川
  - 源兵衛川
  - 大場川 (静岡県)
    - 沢地川
    - 山田川
- 富士川
  - 芝川 (静岡県)
- 潤井川（富士川水系）　一級河川
  - 神田川 (富士宮市)
- 都田川
  - 新川 (都田川水系)
    - 段子川
- 天竜川→天竜川の支流一覧を参照。
- 大井川
  - 寸又川
  - 笹間川
- 菊川
- 瀬戸川
- 太田川
  - 吉川
  - 三倉川
  - 敷地川
  - 原野谷川
    - 逆川 (太田川水系)
      - 倉真川
      - 垂木川

    - 西ノ谷川

  - 仿僧川
- 安倍川
  - 藁科川
  - 中河内川
- 興津川
  - 小河内川
- 馬込川
  - 芳川
- 河津川　二級河川

### 愛知県
- 木曽川
  - 長良川
    - 武儀川
    - 板取川

  - 揖斐川
    - 根尾川

  - 飛騨川
    - 馬瀬川

  - 付知川
- 庄内川
  - 矢田川
  - 堀川
  - 地蔵川
  - 新川
    - 五条川

  - 矢田川
- 矢作川
  - 矢作古川
  - 乙川
- 豊川
  - 宇連川
- 天竜川
- 日光川
- 天白川
  - 扇川
    - 大高川
      - 瀬木川

    - 手越川
      - 太鼓田川
      - 中平部川
        - 平部川

    - 六条川
    - 旭出川
    - 滝ノ水川
    - 敷田川
    - 水広下川
    - 細口川
    - 神沢川

  - 新川
    - 最中川
    - 真池川

  - 藤川
    - 郷下川

  - 地蔵川
  - 植田川
    - 八事裏川
    - 前川
    - 松下川

  - 大根川
  - 忠兵衛川
  - 繁盛川
  - 豊田川
  - 郷東川
  - 小川
  - 折戸川
  - 高上川
  - 岩崎川
    - 本田川
    - 菊水川
    - 竹田川
    - 北新田川
      - 福井川

  - 黒木川
  - 細口川
- 猿渡川
  - 割目川
- 境川
  - 逢妻川

## 近畿地方

### 三重県
- 木曽川
  - 長良川
    - 長島川
    - 新川

  - 揖斐川
    - 新堀川
    - 大山田川
    - 沢北川
    - 東川
    - 流石川
    - 三砂川
    - 新田川
    - 多度川
    - 肱江川
    - 山江川
- 員弁川（町屋川とも呼ばれる）
  - 三孤子川
  - 弁天川
  - 嘉例川
  - 笹貝川
  - 蓮花寺川
- 鈴鹿川
  - 鈴鹿川派川
- 雲出川
  - 雲出川古川
- 櫛田川
- 宮川
  - 五十鈴川
  - 勢田川
- 安濃川
- 中の川
- （熊野川）
  - 北山川

### 滋賀県
- 淀川→滋賀県では瀬田川と呼ばれている
- 安曇川
  - 百井川　上流は京都市左京区
  - 針細川　一部に京都市左京区
- 日野川
- 野洲川
- 北川

### 京都府
- 百井川　下流は滋賀県。安曇川水系
  - 大見川
- 針細川　上流および下流は滋賀県。安曇川水系
  - 久多川
    - 大谷川
- 淀川　上流部の京都府では宇治川と呼ばれている
  - 木津川
    - 和束川
    - 名張川　上流は奈良県・三重県

  - 桂川（上流から上桂川、桂川、大堰川、保津川、再び桂川と名称が変わる）
    - 尾花谷川
    - 桃の木谷川
      - 中ノ谷川
        - 根尻木東川
        - 根尻木谷川

    - 仏谷川
      - 折谷川

    - 早稲谷川
    - 西丁宮谷川
    - 能見川
      - カヤンド谷川
      - 天神谷川
      - 高橋谷川
      - 光砥谷川
      - 長戸谷川

    - 井ノ口谷川
    - ナベ谷川
    - 寺谷川
      - 灰ヶ谷川
      - オコ谷川
      - ナメラ谷川　上流は小ナメラ谷川と呼ぶ。
        - 孫八谷川
        - コデヤ谷川
        - 孫六谷川

    - サスナベ谷川
    - オソゲ谷川
    - 八桝川　上流は知世路谷川と呼ぶ。
    - 倉谷川
    - 別所川
      - 滝谷川
      - 井谷川
      - 梅谷川
      - 足谷川
      - ソブ谷川
      - 小野谷川

    - 湯船谷川
    - 南谷川
    - タカセ谷川
    - 鎌倉谷川
    - 片波川　上流は片波谷川
      - ナベ谷川
      - 西谷川
      - コウジ谷川

    - 灰屋川
      - 武地谷川
        - 杉谷川

    - 中倉谷川
    - 蕗谷川
    - 祖父谷川・妹路谷川
      - 地蔵谷川
      - 小祖父谷川

    - 小塩川
      - 東谷川　馬場谷川とも呼ぶ。
        - 奥突籠谷川
        - 口突籠谷川

      - 西谷川　西ノ谷川とも呼ぶ。上流は衣熊谷川とも呼ぶ。
        - 奥村谷川
        - 折谷川

      - 水木谷川
      - 初川谷川

    - 小野内谷川
      - 中谷川

    - 吉田谷川
    - 院谷川
    - 三明谷川
    - 稲荷谷川
      - 杉谷川

    - 弓削川
      - 五所ヶ谷川
      - 男鹿谷川
      - 熊谷川
      - 芦谷川
      - 大ツヅラ谷川
      - 鴨瀬谷川
        - アラレ谷川

      - 千谷川
      - 松谷川
      - 米久谷谷川
        - 下米久谷川

      - 谷口谷川
      - 知谷川
      - 筒江川
      - 宮ノ谷川
      - 脇谷川

    - 河原谷川
    - 極楽谷川
    - 高野谷川
    - 弓槻谷川
    - 長谷川
    - 細野川
      - 余野川
      - 田尻谷川
        - 馬谷川
        - ウジウジ谷川

      - 轟谷川
        - 山田谷川

      - 草木谷川
      - 芦見谷川
        - 三ノ谷川

    - 明石川
      - 熊田川

    - 宇野谷川
    - 田の谷川
    - 奥津原川
    - 小茅川
    - 柿ノ木谷川
    - 脇谷川
    - 中島川
    - 火ノ谷川
    - 滝谷川
    - 千谷川
    - 灰原川
    - イビキ谷川
    - 田ノ谷川
    - 美濃谷川
    - 寺谷川
    - 桂ヶ谷川
    - 小山川
    - 中世木川
      - 東牧山川
      - 上谷川
      - 牧山川
      - 棚池川
      - 谷山川
      - 伊勢谷川

    - 木住川
      - 折ヤ谷川
      - 大藤谷川
      - 小畑川
        - 大神楽川
        - 中ノ前川

      - 犬飼川

    - 田原川
      - 赤石川
      - 樫谷川
      - 室地川
      - 白賀谷川
      - 室谷川
      - 明日ヶ谷川
        - 古屋谷川

      - 飛谷川（ヒダニ川）
      - 道奥谷川
      - 向殿川
      - 小津谷川
      - 市田谷川
      - 積谷川
      - 海老谷川
        - 海老坂川
        - 北垣内川
        - 薮谷川
        - 松尾谷川
        - 今谷川

      - 柏木川
      - 家ノ前川
      - 深山川
        - 大又川
        - 焼原川

      - 当多治川
      - 蔵貝川
      - 渕谷川
      - 貝尻川
      - 旅谷川
      - 蟲谷川（虫谷川）
      - 片野川
      - 胡麻川 ← 胡麻分水嶺 → 畑川（畑郷川）（由良川水系）
        - 隅田川
        - 丸山川
        - 木戸川
        - 仲村川
        - 葛森川
          - 下川

        - 大戸川
        - 山田川
        - 保戸原川
        - 追谷川
        - 村杉川
        - 中ノ谷川
        - 西乗川
        - 志和賀川
          - ヘナミ川
          - 中筋川
          - 観音川
          - 草貝川
          - 八栄川
            - 高谷川

          - 志保谷川

    - 大谷川
    - 河谷川
    - 古谷川
    - 大見谷川
    - 谷口川
    - 園部川　上流の園部町大河内から天引の区間は「天引川」とも呼ばれている。
      - ノロ川
      - 法京北川
      - 堂ノ谷川
        - 中山川

      - 倉ヶ谷川
      - 奥山川
        - サイ谷川

      - 嶽川
        - 八阪川

      - 四人持川
      - 広瀬谷川
      - 大阪谷川
      - 九鬼谷川
      - 塚原川
      - イヤ谷川
      - 船阪川（船坂谷川）
      - 本梅川
        - 南川
        - 北条川
          - 五坪川

        - 苔川
        - 北川
        - 神田川
        - 音羽川
        - 藪田川
        - 宮ノ谷川
          - 宮の谷川
          - 室谷川
          - 菖蒲谷川

        - 蛇ヶ谷川
        - 奈良ヶ谷川
        - 八田川
          - 芋掘谷川
          - 西埴生川

        - 長谷川
        - 奥の谷川
        - 高原川

      - 大谷川
      - 谷ノ奥川
      - 木崎川
        - 上木崎川

      - 半田川
        - きみ谷川
        - 宮ノ谷川
        - 石ヶ坪谷川

      - 天神川
        - 東ブロ川
        - 野本川

      - 陣田川
        - 熊崎谷川
        - 熊崎川
        - 太久羅谷川
        - 横尾川
        - 山田川
        - 曾我谷川

      - 板野川

    - 八幡川
    - 三俣川
      - 千歳川
        - 久保谷川

      - 官山川
        - 清源寺谷川
        - 笹ヶ谷川
          - 美津谷川
          - 清谷川

        - 馬田川
          - 桃谷川
          - 水谷川
          - 原塚川

    - 東所川
      - 柴山川
      - 生津川
      - 新田川

    - 千々川
    - 犬飼川
      - 杉原川　上流は大阪府能勢町
      - 法貴谷川
      - 地獄川
      - 山内川
        - 菰川
          - 神藏川

      - 願成寺川

    - 七谷川
      - 古川
        - 権現川
        - 堅谷川
          - 三日市川

      - 北谷川

    - 愛宕谷川
    - 曽我谷川
      - 東川

    - 雑水川　上流部は医王谷川
    - 年谷川　上流は大阪府高槻市
    - 西川　上流は「牧田川」
      - 宮の谷川
      - 土井川

    - 鵜ノ川（「卯川」「宇野川」ともいう）
    - 水尾川
    - 清滝川
      - 西ノ谷川
      - 六ノ谷川
      - 大桜谷川
      - 長谷川
        - 脇谷川

      - 霧谷川
      - コケ谷川
      - 下付谷川
      - 新衛門谷川
      - ヨコヤ谷川
      - 奥殿谷川
      - 西ノ谷川
        - 牛滝谷川
          - ウノ谷川
          - いも谷川

      - 青谷川
      - 重谷川
      - 猿ヶ谷川
      - 岩谷川
      - 水谷川
        - セバ谷川
        - 梅ノ木谷川

      - 奥山谷川
      - 大谷川
      - 真弓川（真弓谷川）
        - 清水谷川
        - ウツ谷川
        - 青谷川
        - 寺谷川
        - 善福谷川
        - 足が谷川
        - 杉坂川
          - 卯ノ谷川

      - 池ノ谷川（菩提川）
      - 福ヶ谷川
      - 岩尾谷川
      - 毘沙門谷川
      - 谷山川
        - ヒウチヤ谷川
        - ユタエ谷川
        - 黒木屋谷川

      - 西ノ谷川
      - 堂承川
      - 明日神川
      - 長坂谷川

    - 瀬戸川
    - 西芳寺川
    - 有栖川
    - 天神川
      - 御室川　上流は「奥殿川」や「鳴滝川」とも呼ぶ。
        - 井手口川
          - 宇多谷川

        - 宇多川

    - 鴨川（賀茂川とも呼ばれる）
      - 雲が畑岩屋川
      - 中津川
      - 鞍馬川
        - 貴船川

      - 高野川
      - 岩倉川
      - 白川
      - 堀川
      - 西高瀬川　← 桂川より取水

    - 小畑川
    - 小泉川

  - 安威川　下流は大阪府茨木市→吹田市で神崎川に合流
  - 一庫大路次川　下流は大阪府→兵庫県。猪名川支流。大路次川とも呼ぶ。
    - 千ヶ畑川
- 由良川　上流部の南丹市美山町では美山川や大野川とも呼ぶ。
  - アイノ谷川
  - 七瀬谷川
  - 植橋谷川
    - ケロク谷川

  - 刑部谷川
  - 大ヨモギ谷川
  - 赤崎東谷川
    - 赤崎菱谷川

  - 灰野谷川
  - 小野子東谷川
    - 小野子西谷川

  - 内杉谷川
    - 枢倉谷川

  - 須後谷川
  - 芦生川
  - 佐々里川
    - 八丁川
      - 刑部谷川
        - 桂谷川
        - 奈良谷川
        - 四郎五郎谷川

      - ノコギリ谷川
      - トチヤナギ谷川
      - 小ババ谷川
      - 大ババ谷川
      - 掛橋谷川
        - カヤン谷川

    - 品谷川
    - 道ノ谷川
      - 檜ノ木谷川

    - 中ノ谷川
    - 一ノ谷川
    - 小野倉谷川

  - 五波谷川
  - 伊藤谷川
  - 河内谷川
    - 岩滝川
    - ユリ谷川
      - 小ユリ谷川

    - 御所ノ谷川
    - 奥手柳谷川
    - 小結谷川
    - 西ヶ谷川

  - 知見谷川
    - 権見谷川
    - 大畠谷川
      - 西畑川
        - 前谷川
        - 一の谷川

    - 杉波谷川

  - 定ヶ谷川
  - 恩谷川
  - 北ホウ谷川
  - 津ノ本谷川
    - 猪血谷川

  - 南湯屋谷川
  - 青谷川
  - 蓮如の滝
  - 荒倉谷川
  - 野添谷川
  - 深見川
    - 五所ヶ谷川

  - 又林谷川
  - 原川
    - 大天ヶ谷川
    - 小麦谷川
    - 清水丸谷川
    - 直谷川
    - 白倉谷川
      - 西谷川
      - 東谷川

    - 尾上谷川
    - ひの谷川

  - 須麦谷川
  - 棚野川
    - オソノロ谷川
    - ケシ谷川
    - 山森川
      - 見館谷川
      - 太田川

    - 法明寺谷川
    - 西川
      - 右支川
      - 掛橋谷川
      - 洞谷川
      - 神谷川
        - 馬場谷川
        - 下谷川

      - 松尾谷川

    - 砂木谷川
    - 安井谷川
    - 栃原谷川
    - 奈良井谷川
    - 九鬼ヶ坂谷川

  - 湯屋ヶ谷川
  - 具谷川
  - 奥山谷川
  - 飛谷川
  - 川谷川
    - 東谷川
    - 西谷川
      - 菅生谷川

  - 音海谷川
  - 肱谷川
    - 宮ノ谷川

  - 上和知川
    - 大松川
    - 水谷川
    - 役谷川
      - 役谷川右支川

    - 長谷川
    - 西谷川
    - 細谷川
    - 西川内川
      - 養立谷川

    - 上乙見川

  - 枡谷川
  - 高屋川　上流部は質志川とも呼ぶ
    - 水呑川
    - 鳥居ヶ奥川
    - 大朴川
    - 曽谷川
    - 曽根川
    - 須知川
      - 水戸川

    - 実勢川
    - 畑川（畑郷川） ← 胡麻分水嶺 → 胡麻川（淀川水系）
      - 上草川
      - ヒズクリ川
      - 露越川
        - 奥山川

      - 横谷川
      - 木ノ谷川
      - 長谷川

    - 鞍馬谷川
    - 質美川・大谷川
      - 段の奥川

    - 鐘打谷川

  - あしら谷川
  - 樋ヶ谷川
  - 大簾川
  - 乙味川
  - 上林川　上流部は谷山川とも呼ぶ。
    - 小唐内川
    - 大唐内川
    - 高波川
    - 小仲川
    - 古和木川
      - 古和木谷川
      - 稲早谷川

    - 草壁川
    - 山内川
      - 西谷川

    - 志古田川
    - 弓削川
    - 畑口川
      - 睦志川
      - 木住川

    - 瀬尾谷川
    - 山田川
    - 浅原川
    - 小田谷川
    - 井根川
    - 久世谷川
    - 肘谷川

  - 田野川
  - 八田川
    - 岩王寺川
    - 上八田川
      - 大谷川

    - 小呂川

  - 瀬戸川
  - 安場川
  - 犀川
    - 西方川
    - 向田川
      - 別所川

    - 白道路川
    - 西坂川
    - 天野川
    - 伊路屋川
      - 柿の木谷川

  - 荒倉川
  - 相長川
  - 大谷川
  - 大砂利川
  - 土師川
    - 東又川
    - 井尻川・八田川
    - 北山川
    - 奥山川
    - 猪鼻川
      - 加用川

    - 友淵川（友渕川） 上流は兵庫県丹波篠山市
    - 岼ヶ鼻川 上流は兵庫県丹波篠山市
    - 細見川
      - 西松川

    - 川合川（戸津川）
      - 台頭川

    - 寺尾川 上流は兵庫県丹波市
    - 平石川
    - 竹田川 上流は兵庫県丹波市
      - 田野川
      - 大内川　

  - 法川
  - 和久川
    - 堺川
    - 榎原川
    - 加津良川
    - 鴫谷川

  - 弘法川放水路
  - 弘法川
  - 牧川
    - 直見川
      - 深山川
      - モロク谷川
      - 金谷川
      - 副谷川

    - 大油子川
    - 東川
    - 末川
    - 額田川
    - 畑川
      - 金尾川
        - 本谷川

      - 小畑川

    - 千原川
      - 深山川

    - 宮垣川
    - 佐々木川

  - 大呂川
    - 見安川

  - 花倉川
  - 谷河川
  - 在田川
  - 尾藤川
    - 奥山川

  - 蓼原川
  - 宮川
    - 二瀬川
    - 毛原川
    - 北原川
    - 玉川
    - 雲原川

  - 枯木川
  - 三河川
  - 田中川
  - 桧川
    - 滝川

  - 宇谷川
  - 岡田川
    - 長谷川
    - 下見谷川
    - 平川
    - 富室川

  - 久田美川
    - 池田川

  - 真壁川
  - 八戸地川
  - 丸田川
  - 土佐川
  - 和江谷川
  - 馳出川
  - 大迫川
- 野原川
- 瀬崎川
- 大丹生川
- 河辺川
- 朝来川
- 志楽川
- 祖母谷川
- 与保呂川
- 伊佐津川
- 高野川
- 福井川
- 大雲川
- 神子川
- 大膳川
- 大手川
- 宮川
- 野田川
- 男山川
- 三田川
- 真名井川
- 畑川
- 世屋川
- 波見川
- 犀川
- 朝妻川
- 筒川
- 吉野川
- 宇川
- 竹野川
- 樋越川
- 福田川
- 木津川
- 佐濃谷川
- 川上谷川
- 栃谷川
- 久美谷川

### 大阪府
- 淀川
  - 桂川
    - 年谷川　下流の京都府亀岡市で桂川に合流
    - 水無瀬川

  - 船橋川　上流部は八田川と呼ばれる。
  - 穂谷川
  - 天野川
  - 芥川
  - 神崎川
    - 安威川　上流は京都府亀岡市
      - 山田川
      - 正雀川
      - 下音羽川
      - 大正川

    - 猪名川
      - 一庫大路次川　上流は京都府、下流は兵庫県
      - 余野川
      - 余野川
      - 箕面川
      - 千里川
      - 茨木川
        - 勝尾寺川

    - 糸田川
    - 高川
    - 天竺川

  - 寝屋川
    - 平野川
    - 第二寝屋川
      - 長瀬川
      - 楠根川
      - 玉串川

    - 古川
    - 恩智川

  - 旧淀川（大川、土佐堀川、堂島川、安治川）
    - 正蓮寺川
    - 東横堀川
    - 道頓堀川
    - 西横堀川
    - 木津川
    - 尻無川
- 大和川
  - 石川
    - 千早川
    - 飛鳥川
    - 佐備川
    - 石見川

  - 西除川
  - 東除川
  - 落堀川
- 内川
- 石津川
- 芦田川
- 大津川
  - 牛滝川
  - 槙尾川
- 春木川
- 津田川
- 近木川
- 樫井川

### 兵庫県
- 猪名川　下流は大阪府
  - 一庫大路次川　上流は京都府亀岡市畑野町、大阪府能勢町
  - 藻川
- 武庫川
  - 仁川
- 生田川
- 加古川
  - 篠山川
- 市川
- 夢前川
- 揖保川
- 千種川
- 円山川
- 矢田川
- 六甲川
- 住吉川
- 芦屋川
- 夙川
- 湊川

由良川水系（土師川の支流）
- 友淵川（友渕川） 下流は京都府福知山市
  - 桑原川
  - 宮立川
    - サル谷川
- 岼ヶ鼻川 下流は京都府福知山市
- 寺尾川 下流は京都府福知山市
- 竹田川 下流は京都府福知山市
  - 滝の尻川
  - 伊勢御膳川
  - 三井庄川
    - 大谷川

  - 国領川
  - 黒井川
  - 奥の谷川
  - 日ヶ奥川
  - 美和川
  - 鴨庄川
  - 前山川
    - 徳尾川

  - 市の貝川

淡路島
- 本庄川
- 洲本川
  - 樋戸野川
  - 千草川
    - 竹原川
    - 猪鼻川

  - 初尾川
- 岩戸川
- 志筑川
- 宝珠川
- 生穂川
- 佐野川
- 浦川
- 楠本川
- 灘川
- 鵜崎川
- 茶間川
- 大谷川
- 野島川
- 宝津川
  - 田尻川
- 新川
- 郡家川
- 山田川
- 都志川
- 鳥飼川
- 三原川　二級河川
  - 柿木谷川
  - 大日川
    - 志知川
      - 新川 (三原川水系)

    - 馬乗捨川
    - 山路川
    - 牛内川　

  - 倭文川
  - 成相川
- 津井川

### 奈良県
- 紀の川→奈良県では吉野川と呼ばれている
  - 丹生川（黒滝川とも呼ばれる）
    - 宗川
    - 象の小川

  - 秋野川
  - 高見川
    - 四郷川

  - 本沢川
- 大和川（初瀬川とも呼ばれる）
  - 曽我川
  - 葛城川
  - 高田川
  - 佐保川
  - 富雄川
  - 飛鳥川
  - 竜田川 （上流：生駒川、中流：平群川）
- 熊野川→奈良県では十津川と呼ばれている（上流では天ノ川とも呼ばれる）
  - 北山川
  - 西川
    - 上湯川

  - 芦廼瀬川
  - 滝川
  - 神納川
  - 旭川
  - 川原樋川
    - 池津川
    - 北股川

  - 小原川
  - 中原川

### 和歌山県
- 紀の川
  - 貴志川
- 有田川
- 熊野川（新宮川とも呼ばれる）
  - 北山川
  - 四村川
    - 大塔川
- 日高川
- 富田川
- 日置川
- 古座川

## 中国地方

### 鳥取県
- 日野川
  - 法勝寺川
  - 印賀川
  - 石見川
- 天神川
  - 小鴨川
  - 三徳川
- 河内川 (鳥取県)
- 千代川
  - 袋川
  - 八東川
  - 佐治川 (千代川水系)
- 阿弥陀川 (鳥取県)
- 加勢蛇川
- 蒲生川 (鳥取県)
- 塩見川 (鳥取県)
- 鳥取県の二級水系一覧も参照

### 島根県
- 三隅川
  - 井川川
- 斐伊川
  - 木戸川
  - 伯太川
    - 安田川

  - 吉田川
    - 頭無川

  - 飯梨川
    - 山佐川

  - 田頼川
  - 大橋川
    - 朝酌川

  - 神戸川
    - 波多川

  - 来待川
  - 赤川
  - 三刀屋川
  - 久野川
  - 阿井川
  - 大馬木川
- 静間川
  - 三瓶川
- 高津川
  - 白上川
  - 匹見川
  - 津和野川
  - 福川川
- 益田川
- 江の川
  - 都治川
  - 八戸川
  - 出羽川
  - 砂井谷川
  - 作木川
- 周布川
- 浜田川
- 敬川

### 岡山県
- 倉敷川
- 高梁川
  - 小田川 (高梁川水系)
  - 成羽川
    - 帝釈川

  - 小坂部川
  - 西川 (高梁川水系)
- 吉井川
  - 金剛川
  - 吉野川 (岡山県)
  - 加茂川 (吉井川水系)
  - 香々美川
- 旭川 (岡山県)
  - 百間川
  - 宇甘川
  - 備中川
  - 新庄川
- 江の川
  - 馬洗川
    - 西城川
    - 美波羅川
    - 田総川
    - 上下川
- 笹ヶ瀬川
  - 足守川
- 小田川 (倉敷市児島)

### 広島県
- 芦田川
  - 高屋川
  - 神谷川
  - 御調川
- 太田川
  - 旧太田川（太田川分流、本川とも呼ばれる）
    - 元安川（旧太田川分流）

  - 天満川（太田川分流）
  - 京橋川（太田川分流）
    - 猿猴川（京橋川分流）
      - 府中大川

  - 古川
    - 安川
      - 奥畑川

  - 三篠川
  - 根谷川
    - 南原川
    - 桐原川

  - 吉山川
  - 西宗川
  - 水内川
  - 滝山川
    - 大佐川

  - 柴木川
- 賀茂川
- 沼田川
  - 椋梨川
  - 入野川
- 黒瀬川
  - 古河川
- 瀬野川
  - 熊野川
  - 畑賀川
- 八幡川
- 小瀬川
  - 渡ノ瀬川
- 笹ヶ瀬川
- 江の川
  - 長瀬川
  - 生田川
  - 馬行谷川
  - 神野瀬川（神之瀬川ともよばれる）
    - 布野川

  - 馬洗川
    - 西城川
      - 三反川

    - 権現川
    - 大谷川

  - 片丘川
  - 坂木川
  - 永屋川
  - 大土川
  - 本村川
  - 貴船川
  - 多冶比川
    - 河内川

  - 砂田川
  - 油川
  - 本谷川
  - 瓜作川
  - 小原川

### 山口県
- 木屋川
  - 田部川
  - 日野川 (山口県)
- 錦川
  - 門前川
  - 生見川
  - 宇佐川
- 島田川
- 佐波川
  - 島地川
  - 引谷川
- 椹野川
  - 一の坂川
  - 仁保川
- 厚東川
  - 甲山川
  - 大田川
- 有帆川
- 厚狭川
  - 原川
  - 伊佐川
  - 随光川
- 粟野川
  - 杢路子川
- 掛淵川
- 深川川
- 三隅川 (山口県)
- 阿武川
  - 松本川
  - 橋本川
  - 明木川
  - 佐々並川
  - 蔵目喜川
  - 生雲川
- 大井川
- 三隅川 (山口県)
- 深川川
- 田万川
  - 丸山川 (山口県)
  - 原中川 (山口県)
    - 宇谷川

## 四国地方

### 徳島県
- 吉野川
  - 旧吉野川　吉野川分流
    - 今切川　旧吉野川分流
    - 撫養川　旧吉野川分流
- 銅山川 (四国)→徳島県では伊予川と呼ばれている
- 那賀川
- 志和岐川

### 香川県
- 財田川
- 湊川
- 綾川
- 土器川
- 香東川
- 鴨部川

小豆島
- 森庄川
- 吉田川
- 桂川
- 橘川
- 伝法川
- 別当川
- 片城川
- 安田大川

### 愛媛県
- 肱川
  - 緑川
- 重信川（伊予川とも呼ばれる）
  - 石手川
- 蒼杜川
- 中山川
- 国領川
- 関川
- 仁淀川
- 銅山川 (四国)
- 金生川
- 加茂川 (愛媛県)

### 高知県
- 吉野川
- 鏡川
- 四万十川
  - 吉野川 (中土佐町)
- 仁淀川
  - 波介川
    - 甲原川
- 甲殿川
  - 新川川
- 久万川
- 国分川
- 下田川
- 物部川
- 奈半利川
  - 小川川
- 羽根川
- 安芸川
- 伊尾木川
- 和食川
- 赤野川
- 夜須川
- 香宗川
  - 山北川

## 九州地方

### 福岡県
- 筑後川
  - 宝満川
  - 花宗川
- 矢部川
  - 沖端川（矢部川分流）
- 塩塚川
- 遠賀川
  - 西川
  - 黒川
  - 笹尾川
  - 犬鳴川
    - 八木山川

  - 彦山川
    - 中元寺川
    - 金辺川

  - 建花寺川
  - 穂波川
    - 泉河内川
      - 桂川

    - 内住川
    - 馬敷川
      - 大分川

    - 山口川

  - 山田川
    - 清藤川

  - 千手川
  - 芥田川
  - 屏川
- 今川
  - 江尻川
- 釣川
- 山国川
- 諏訪川
- 竹馬川
- 長峡川
- 祓川
- 城井川

### 佐賀県
- 嘉瀬川
  - 祇園川
    - 清水川
- 福所江川
- 六角川
  - 牛津川
- 塩田川
  - 廻里江川
  - 吉田川
- 鹿島川
  - 中川
- 浜川
- 筑後川
  - 宝満川
  - 早津江川（筑後川分流）
- 休石川
- 松浦川
  - 半田川
  - 伊岐佐川
  - 厳木川
  - 鳥海川
- 玉島川
- 有田川
  - 広瀬川

### 長崎県
- 本明川　一級河川
  - 半造川（本明川支流）
- 相浦川　二級河川
- 浦上川
- 川棚川
- 佐々川
- 中島川

### 熊本県
- 諏訪川
- 菜切川
- 行末川
- 球磨川
  - 川辺川
- 白川
  - 除川
  - 千間江湖川
  - 坪井川（白川分流）
    - 井芹川

  - 黒川
- 緑川
  - 天明新川
  - 浜戸川
  - 健軍川
  - 加勢川
    - 藻器堀川
    - 木部川
    - 矢形川
    - 本山川
      - 藻川

    - 秋津川

  - 御船川
    - 八勢川
- 菊池川
  - 合志川
- 筑後川（熊本県内では田の原川・杖立川と呼ばれる）

### 大分県
- 山国川
  - 中津川（山国川分流）
  - 跡田川
  - 山移川
- 犬丸川
- 五十石川
- 伊呂波川
- 駅館川
  - 津房川
  - 恵良川
- 寄藻川
  - 向野川
- 桂川
- 赤坂川
- 竹田川
- 高山川
- 安岐川
- 八坂川
- 境川
- 住吉川
- 大分川
  - 阿蘇野川
  - 七瀬川
  - 芹川
- 大野川
  - 乙津川
  - 判田川
  - 吉野川
  - 三重川
  - 奥岳川
    - 中津無礼川（奥畑川と総称して白山川と呼ばれる）
    - 奥畑川（中津無礼川と総称して白山川と呼ばれる）

  - 緒方川
  - 稲葉川
  - 玉来川
- 尾田川
- 子猫川
- 末広川
- 臼杵川
- 番匠川
  - 堅田川
    - 大越川

  - 木立川
  - 中江川（番匠川分流）
  - 久留須川
- 筑後川（上流部は杖立川・大山川・三隈川と呼ばれる）
  - 玖珠川

### 宮崎県
- 宮崎県の川一覧を参照。

### 鹿児島県
本土
- 川内川　一級河川
  - 羽月川（川内川支流）
- 甲突川　二級河川
  - 山崎川（甲突川支流）
  - 花野川（甲突川支流）
  - 雑田川（甲突川支流）
  - 油須木川（甲突川支流）
- 万之瀬川
- 菱田川
- 天降川　二級河川
- 串良川
- 肝属川
- 米ノ津川

種子島
- 藤川
- 西京川
- 安納川
- 湊川 (鹿児島県西之表市現和)
- 浅川川
- 川脇川
- 大川田川
- 早稲田川
- 向井川
- 沸川
- 阿嶽川
- 大浦川 (鹿児島県)
- 阿武鋤川
- 宮瀬川
- 郡川
- 島問川
- 塚川
- 谷切川
- 苦浜川
- 阿高磯川
- 大渡瀬川
- 上石寺川
- 甲女川

黒島
- 中里川
- 一五川
- イノクチ川
- 宮向川

屋久島
- 湯川 (屋久島)
- 大崎川 (屋久島)
- 鈴川 (屋久島)
- 二又川 (屋久島)
- 鯛ノ川 (屋久島)
- 小田汲川 (屋久島)
- 中瀬川 (屋久島)
- 竹女護川
- 安房川
  - 荒川 (屋久島)
  - 北沢 (屋久島)
  - 南沢 (屋久島)
- 船行川
- 田代川 (屋久島)
- 落ノ川
- 女川 (屋久島)
- 男川 (屋久島)
- 椨川
- 城之川 (屋久島)
- 宮之浦川
  - 白谷川 (屋久島)
- 志戸子川
- 一湊川
- 吉田川 (屋久島)
- 永田川 (屋久島)
  - 土面川
  - コスギダ沢
  - トガヨケ沢
  - トリゴエ沢
  - 尾の上沢
  - 下タカヨケ沢
- 嶽之川
- 瀬切川
- 大川 (屋久島)
- 栗生川 (屋久島)
  - 小楊子川
  - 黒味川
- 中間川 (屋久島)

中之島
- 大川
- 宮川 (中之島)

奄美大島
- 屋仁川
- 佐仁川
- 前田川
- 宮久田川
- 嘉渡川
- 秋名川
- 芦花部川
- 有良川
- 浦上川
- 新川 (奄美大島)
- 三儀山川
- 小宿大川
- 知名瀬川
- 前田川
- 大和川 (奄美大島)
  - 三田川
- 大棚川
- 名音川
- 大良川
- 河内川 (奄美大島)
  - 小勝川
- 阿木名川
- 嘉徳川
- 大川 (奄美西)
- 戸玉川
- 山間川
- 役勝川
  - 興福地川
- 住用川
- 川内川 (奄美大島)
- 金久田川
- 大川 (奄美東)
  - 朝戸川
- 田雲川
- 戸口川
- 大美川
  - 中勝川

加計呂間島
- 鮫川

沖永良部島
- 余田川
- 奥川

徳之島
- 港川 (徳之島東)
- 万田川
- 下田川
- 伊宝川
- 安田川 (徳之島)
- 井之川
- 亀徳川
- 大瀬川
- 本川 (徳之島)
- 面縄川
- 鹿浦川
- 阿権川
- 上成川
- 秋利神川
- 真瀬名川
- 湾屋川
- 南川
- 港川 (徳之島西)

### 沖縄県
沖縄島
- 国場川　二級河川
  - 饒波川　二級河川
    - 轟川（饒波川支流）　普通河川
    - 根差部川（饒波川支流）　普通河川
- 奥川
- 安波川
- 大保大川
- 福地川
- 普天間川　二級河川
- 源河大川
- 羽地大川
- 億首川
- 大井川 (沖縄県)　二級河川
- 比謝川　二級河川
- 辺野喜川　二級河川
- 安里川　二級河川
  - 久茂地川　二級河川
- 小波津川　二級河川
- 天願川　二級河川
- 石川川 (沖縄県)　二級河川
- 漢那福地川　二級河川

石垣島
- 西浜川
- 吹通川
- 名蔵川
- 新川川
- 宮良川
- 轟川
- 通路川
- 大浦川 (沖縄県)
- 平久保川
- 嘉良川

西表島
- アヤンダ川
- ウダラ川
- クイラ川
- ヒドリ川
- 仲良川
- 美田良川
- アラバラ川
- 与那田川
- 浦内川
- マーレー川 (沖縄県)
- ヒナイ川
- ナダラ川
- 大見謝川
- ヨシケラ川
- ユツン川
- ホーラ川
- ホネラ川
- 与那良川
- 相良川
- 後良川
- 前良川
- 後港川
- 仲間川

与那国島
- 田原川